# فرودگاه کلرنس برندزینو باین
فرودگاه کلرنس برندزینو باین (به انگلیسی: Clarence A. Bain Airport) یک فرودگاه همگانی با کد یاتا MAY است که یک باند فرود آسفالت دارد و طول باند آن ۱۵۲۴ متر است. این فرودگاه در کشور باهاما قرار دارد .